# Justice – Nicht schuldig
Justice – Nicht schuldig (Originaltitel: Justice) ist eine US-amerikanische Anwaltsserie um Victor Garber, Kerr Smith, Eamonn Walker und Rebecca Mader, in der vier Anwälte aus der Kanzlei TNT&G versuchen ihre betuchte Kundschaft aus Konflikten mit dem Gesetz zu entlasten. Im deutschsprachigen Raum war Justice von Herbst bis Winter 2007 beim österreichischen Sender ATV zu sehen. Die Serie war von Juni bis September 2009 bei kabel eins zu sehen.

## Besetzung

### Charaktere
Ron Trott
Der Kopf der aus vier Personen bestehenden Anwaltskanzlei kümmert sich hauptsächlich um das Interesse der Medien an den Fällen mit meist reicher und prominenter Klientel. Er ist bei ihren Fällen, die häufig von landesweitem Interesse sind, in mehreren Talkshows zu Gast, womit er erreichen will, dass möglichst viele der Geschworenen zu Gunsten seines Mandanten entscheiden.
Tom Nicholson
Er nimmt Fälle ausschließlich an, wenn er von der Unschuld seines Mandanten überzeugt ist. Aufgrund seines Charmes steht er im Gerichtssaal an erster Stelle, um somit die Jury zu eigenen Gunsten zu gewinnen.
Alden Tuller
Die einzige Frau in dem Anwaltsquartett beschäftigt sich hauptsächlich mit der Analyse von Beweisen und der Unfallrekonstruktion, wobei sie sich aber auch Hilfe von Spezialisten holt.
Luther Graves
Der vierte Kopf in dem Anwaltsteam ist ein früherer Staatsanwalt, was den Anwälten dabei hilft, sich bestmöglich auf den Gerichtssaal vorzubereiten. Nebenbei versucht er natürlich auch den Angeklagten vor einem Schuldspruch zu bewahren.

### Synchronisation
| Rolle            | Schauspieler     | Synchronsprecher    |
| ---------------- | ---------------- | ------------------- |
| Ron Trott        | Victor Garber    | Helmut Gauß         |
| Tom Nicholson    | Kerr Smith       | Robin Kahnmeyer     |
| Alden Tuller     | Rebecca Mader    | Bianca Krahl        |
| Luther Graves    | Eamonn Walker    | Charles Rettinghaus |
| Suzanne Fulcrum  | Katherine LaNasa |                     |
| Miranda Lee      | Aunjanue Ellis   |                     |
| Dr. Matthew Shaw | Mark Deklin      |                     |
| Betsy Harrison   | Erin Daniels     |                     |
| J.D. Keller      | Paul Schulze     |                     |
| Susan Hale       | Dahlia Salem     |                     |

## Episodenliste
| Episode | Originaltitel             | Deutscher Titel         | Erstausstrahlung   | Erstausstrahlung (Österreich) | Erstausstrahlung (Deutschland) | Regie             | Drehbuch                                         |
| ------- | ------------------------- | ----------------------- | ------------------ | ----------------------------- | ------------------------------ | ----------------- | ------------------------------------------------ |
| 1       | Pilot                     | Die Tote im Pool        | 30. August 2006    | 20. September 2007            | 27. Juni 2009                  | David McNally     | Tyler Bensinger, Jonathan Shapiro                |
| 2       | Pretty Woman              | Pretty Woman            | 6. September 2006  | 27. September 2007            | 4. Juli 2009                   | David McNally     | Jonathan Shapiro                                 |
| 3       | Behind the Orange Curtain | Die verschwundene Braut | 13. September 2006 | 4. Oktober 2007               | 11. Juli 2009                  | Karen Gaviola     | Courtney Kemp Agboh, Terry Kopp, Tonya Kong      |
| 4       | Addicts                   | Junkies                 | 20. September 2006 | 11. Oktober 2007              | 18. Juli 2009                  | Paul McCrane      | Jonathan Shapiro, Lauren Schmidt                 |
| 5       | Wrongful Death            | Tod in der Achterbahn   | 27. September 2006 | 18. Oktober 2007              | 25. Juli 2009                  | Anthony Hemingway | Alfredo Barrios Jr.                              |
| 6       | Crucified                 | Gekreuzigt              | 23. Oktober 2006   | 25. Oktober 2007              | 1. August 2009                 | Jeffrey G. Hunt   | Jonathan Shapiro, Craig S. O’Neill, Jason Tracey |
| 7       | Death Spiral              | Die Todesspirale        | 30. Oktober 2006   | 15. November 2007             | 8. August 2009                 | Dermott Downs     | Jonathan Shapiro, Courtney Kemp Agboh            |
| 8       | Shark Week                | Unter Haien             | 6. November 2006   | 8. November 2007              | 15. August 2009                | Danny Cannon      | Alfredo Barrios Jr.                              |
| 9       | Shotgun                   | Kampf gegen Windmühlen  | 1. Dezember 2006   | 22. November 2007             | 22. August 2009                | David McNally     | Jonathan Shapiro                                 |
| 10      | Filicide                  | Mutter und Sohn         | 8. Dezember 2006   | 29. November 2007             | 29. August 2009                | Kevin Bray        | Alfredo Barrios Jr., Lauren Schmidt              |
| 11      | Prior Convictions         | Altlasten               | 15. Dezember 2006  | 6. Dezember 2007              | 5. September 2009              | Deran Sarafian    | Jonathan Shapiro, Courtney Kemp Agboh            |
| 12      | Christmas Party           | Die Weihnachtsfeier     | 22. Dezember 2006  | 13. Dezember 2007             | 12. September 2009             | Paul McCrane      | Craig S. O’Neill, Jason Tracey                   |
| 13      | False Confession          | Das Geständnis          | 28. Februar 2007   | 20. Dezember 2007             | 12. September 2009             | John Peters       | Alfredo Barrios Jr., Lauren Schmidt              |

## Stilmittel
- Der größte Unterschied bei Justice zu anderen Anwaltsserien (wie etwa Boston Legal) zeigt sich daran, dass am Ende eines jeden Falles der wirkliche Ablauf der Tat gezeigt wird und der Zuschauer auf diese Weise erfährt, ob das rechtskräftige Urteil zu Recht oder zu Unrecht gefällt wurde.
- Außerdem werden sogenannte „Mock-Trials“ genutzt, um im Vorfeld und vor allem während einer Verhandlung herauszufinden, ob und wieso die Staatsanwaltschaft oder die Verteidigung bei den Geschworenen besser ankommt. Hierbei beobachten „Mock-Trials“, welche nur inoffiziell für die Verteidigung arbeiten, die Verhandlung und bestimmen dann in einem E-Voting, welches aus ihrer Sicht die glaubwürdigere Partei ist. Die Ergebnisse werden dann von der Verteidigung während der Verhandlung ausgewertet und auch dazu genutzt, ihr Plädoyer den Vorstellungen der noch nicht überzeugten Geschworenen anzupassen und auf diese Weise schließlich alle Geschworenen mit der entsprechenden Intention zu erreichen.
- In der Endphase einer jeden Gerichtsverhandlung wird vor der Urteilsverkündung der Matrix-Effekt angewandt, wobei die langsame, aber spannender werdende Handlung von schnellen und aggressiven Kamerafahrten wie auch ebensolchen Schnitten begleitet wird.
- Außerdem wird veranschaulicht, dass die Handlung meist nicht nach den immer gleichen Mustern abläuft, sondern stets variierbar ist. Ein Beispiel dafür ist etwa, wenn auf eine Anhörung eines Klienten eine rasante Autofahrt erfolgt.

## Produktion
Produziert wurde Justice von Warner Bros. Television (Emergency Room) in Zusammenarbeit mit Bruckheimer Television (CSI) für den US-amerikanischen Sender FOX. Die Serie wurde erfunden von David McNally und Tyler Bensinger. Beide waren zusammen mit Jerry Bruckheimer und Jonathan Littman auch ausführende Produzenten. Der ursprüngliche Titel zur Serie war American Crime.
Die Serie wurde in Los Angeles gedreht.

## Rezeption
Die erste Folge, „Die Tote im Pool“ erzielte in Österreich nur schwache Quoten von 3,5 Prozent, was ca. 51.000 Zuschauern entspricht.
Am 12. November 2006 kündigte der US-Sender FOX an, über die dreizehn bisher produzierten Folgen hinaus, aufgrund schwacher Quoten keine weitere Staffel mehr zu drehen. Die dreizehnte Folge wurde nicht in den USA, aber in Mexiko, UK und Deutschland ausgestrahlt. Auch der Verkauf in etliche Länder, u. a.  Österreich, Vereinigte Staaten, Kanada, Lateinamerika, Vereinigtes Königreich, Australien, Belgien, Brasilien, Bulgarien, Hongkong, Irland, Niederlande, Norwegen, Philippinen, Südafrika, Schweden, Vereinigte Arabische Emirate, Spanien, Deutschland, führte zu keiner Verlängerung.